# Gouvernement Dewael
Le gouvernement Dewael est un gouvernement flamand quadripartite composé de socialistes, écologistes, libéraux et de la Volksunie.
Ce gouvernement fonctionne, à la suite des élections régionales de 1999, du 13 juillet 1999 au 10 juin 2003 en remplacement du gouvernement Van den Brande III.
Le 10 juin 2003, Patrick Dewael devient ministre de l'Intérieur fédéral belge. Le gouvernement Somers prend le relais.

## Composition
| Fonction | Titulaire                   | Titulaire                                                     | Parti  |
| --- | --------------------------- | ------------------------------------------------------------- | ------ |
| Ministre-Président, jusqu'au 3.07.2002 aussi: Ministre des Finances, du Budget, de la Politique extérieure et des Affaires européennes                                                                     |                             | Patrick Dewael                                                | VLD    |
| Ministre vice-Président, ministre de la Mobilité, des Travaux publics et de l’Énergie est enlevée le 19 mars 2003: la fonction de Vice-Président                                                           |                             | Steve Stevaert remplacé le 19 mars 2003 par: Gilbert Bossuyt  | SP     |
| Ministre de l’Emploi et du Tourisme à partir du 19 mars 2003: Vice-Président |                             | Renaat Landuyt                                                | SP     |
| Ministre du Bien-être, de la Santé et de l’Égalité des chances le 3.07.2002 s'y ajoute: la Coopération au développement le 26 mai 2003 est enlevée: la Coopération au développement                        |                             | Mieke Vogels remplacée le 26 mai 2003 par: Adelheid Byttebier | Agalev |
| Ministre de la Culture, de la Jeunesse, de la Politique urbaine, du Logement et des Affaires bruxelloises le 14.04.2000 s'y ajoute: la Coopération au développement le 18 mai 2001 s'y ajoutent:les Sports |                             | Bert Anciaux démissionne le 3.07.2002                         | VU     |
| à partir du 3.07.2002: Ministre des Sports et des Affaires bruxelloises |                             | Guy Vanhengel                                                 | VLD    |
| Ministre de l’Enseignement et de la Formation |                             | Marleen Vanderpoorten                                         | VLD    |
| Ministre de l’Environnement et de l’Agriculture le 26 mai 2003 s'y ajoute: la Coopération au développement                                                                                                 |                             | Vera Dua remplacée le 26 mai 2003 par: Ludo Sannen            | Agalev |
| Ministre des Affaires intérieures, de la Fonction publique et des Sports |                             | Johan Sauwens démissionne le 10.05.2001                       | VU     |
| à partir du 11.05.2001 : Ministre des Affaires intérieures, du Logement et de la Fonction publique le 3.07.2002 s'y ajoutent: Culture et Jeunesse et est enlevé le Logement                                |                             | à partir du 11.05.2001 :Paul Van Grembergen                   | VU     |
| à partir du 11.05.2001 : Ministre des Affaires intérieures, du Logement et de la Fonction publique le 3.07.2002 s'y ajoutent: Culture et Jeunesse et est enlevé le Logement                                | Spirit À partir de mai 2001 | à partir du 11.05.2001 :Paul Van Grembergen                   |        |
| Ministre de l’Économie, de l’Aménagement du territoire et des Médias le 3.07.2002 s'y ajoutent: Finances, Budget et Innovation et est enlevée l'Économie                                                   |                             | Dirk Van Mechelen                                             | VLD    |
| à partir du 1er août 2001: Ministre flamand de l’Économie, du Commerce extérieur et du Logement le 3.07.2002 s'y ajoute: la Politique extérieure                                                           |                             | à partir du 1er août 2001: Jaak Gabriëls                      | VLD    |